# Antoni de Ferrater i Feliu
Antoni de Ferrater i Feliu (Barcelona 1868 - 16 de juny de 1943) fou un pintor barceloní.
Conreà el paisatge, especialment els jardins, en una línia no llunyana a les obres d'aquesta temàtica de Santiago Rusiñol. Ramon Casas li va dedicar un retrat, conservat al MNAC Casat amb Maria de la Concepció Llorach i Dolsa, era cunyat d'Isabel Llorach, dama de la burgesia catalana que es distingí com a promotora cultural.